# مجلة النهضة (المملكة المتحدة)

العدد 20

النهضة هي مجلة بريطانية مجانية تصدر كل ثلاثة أشهر تستهدف الشباب المسلمين، وتغطي القضايا التي يواجهها الشباب المسلم.
تم تأسيسها على يد المحرر الحالي ساجد إقبال في ربيع عام 1996 كنشرة إخبارية بالأبيض والأسود مكونة من أربع صفحات تُوزع في ألدم. وقد كان سبب نشرها الإحباط بسبب نقص الأدب الإسلامي.[بحاجة لمصدر]
انتشرت النشرة الإخبارية بسرعة من خلال التوزيع الطوعي، في البداية إلى مانشستر، ثم إلى الشمال الغربي، وأخيرًا إلى كل المملكة المتحدة بأكملها.[بحاجة لمصدر]
من عام 2003 إلى عام 2005 ظهرت مجلة النهضة حصريًا في شكل إلكتروني. في أيار 2005، أُعيد إطلاق مجلة النهضة كمجلة وطنية.[بحاجة لمصدر]
بلغ توزيع المجلة حوالي 15000 نسخة في عام 2006.

## التغطية الإعلامية
في أعقاب تفجيرات السابع من تموز في لندن، أجرى مساعد رئيس تحرير مجلة النهضة، عرفان خان، مقابلة مع صحيفة الأوبزرفر.
في آب 2005، عندما زارت وزيرة الداخلية البريطانية هازل بليرز ألدم، كانت هناك دعاية حول زاهد مقبول، المتحدث باسم الصحيفة ومساعد رئيس التحرير فيها، من إعلانات على منافذ مثل راديو بي بي سي 4 إلى قطع على منافذ إخبارية رئيسة مثل صحيفة الجارديان، وبي بي سي نيوز، وصحيفة التلغراف.

## روابط خارجية
- النهضة